# Обидовичи
Оби́довичи (бел. Абідавічы) — агрогородок в составе Обидовичского сельсовета Быховского района Могилёвской области Республики Беларусь. Административный центр Обидовичского сельсовета.

## Население
- 2009 год — 596 человек
- 2019 год — 509 человек

## Достопримечательность
- Возле деревни Обидовичи Быховского района найдены средненепалеолитические кремнёвые изделия[4].
- Братская могила —  Историко-культурная ценность Республики Беларусь, шифр 513Д000172.

## Галерея

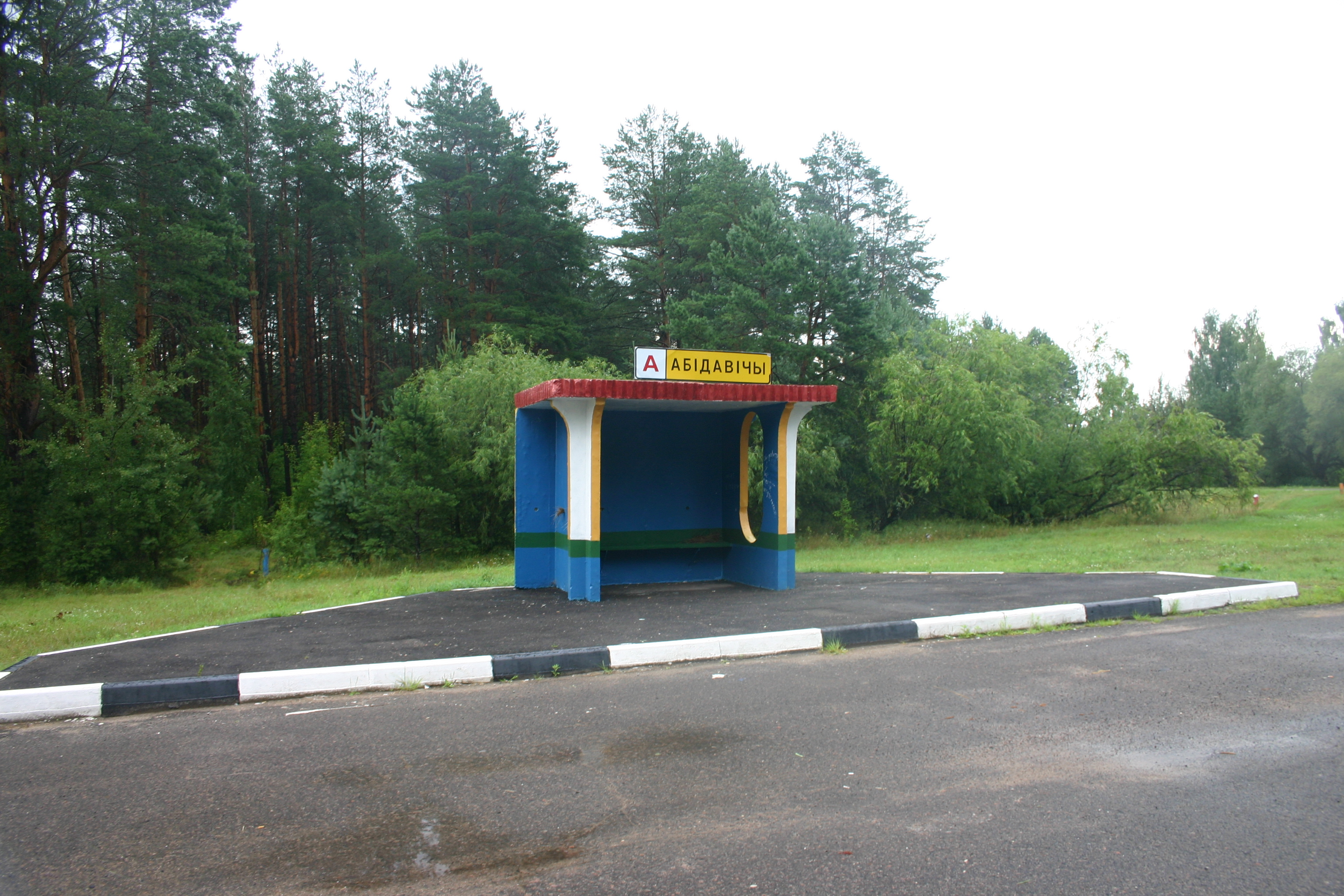
Остановка у Обидович